# Distretto daur di Meilisi
Il distretto daur di Meilisi (梅里斯达斡尔族区S, Méilǐsī Dáwò'ěrzú QūP) è un distretto della Cina, situato nella provincia di Heilongjiang e amministrato dalla prefettura di Qiqihar.